# Gare de Lapradelle
La gare de Lapradelle est une gare ferroviaire française de la ligne de Carcassonne à Rivesaltes. Elle est située au hameau de Lapradelle sur le territoire de la commune de Puilaurens, dans le département de l'Aude, en région Occitanie.
Mise en service en 1904 par la Compagnie des chemins de fer du Midi et du Canal latéral à la Garonne elle est fermée au service des voyageurs en 1939. 
C'est une halte du Train du pays Cathare et du Fenouillèdes, desservie par tous le trains touristiques de cette association.

## Situation ferroviaire
Établie à 437 mètres d'altitude, la gare de Lapradelle est située au point kilométrique (PK) 420,415 de la ligne de Carcassonne à Rivesaltes entre les gares ouvertes de Caudiès et d'Axat,.

## Histoire
La gare de Lapradelle est mise en service le 22 mai 1904; lors de l'ouverture à l'exploitation du tronçon entre Quillan et Saint-Paul-de-Fenouillet de la ligne de Carcassonne à Rivesaltes.
La section entre Quillan et Rivesaltes est fermée au trafic voyageurs le 18 avril 1939. 
En 1992, l'association TPCF a été créée et le premier train circula en 2001.

## Service touristique

### Accueil
La gare se situe au sud du hameau et au nord de Puilaurens.

### Desserte
Lapradelle est desservie par des trains touristiques du Train du pays Cathare et du Fenouillèdes (TPCF).